# Desmopachria bryanstonii
Desmopachria bryanstonii är en skalbaggsart som först beskrevs av Clark 1862.  Desmopachria bryanstonii ingår i släktet Desmopachria och familjen dykare. Inga underarter finns listade i Catalogue of Life.